# Чатир-Тау
Чатир-Тау (з тат.— Шатер-Гора) — державний природний заказник регіонального значення комплексного профілю, одна з найбільш високих точок Республіки Татарстан. Займає вершину висотою 321,7 м і схили хребта, які розташовані за 7 км від міста Азнакаєво.
Чатир-Тау нерідко позначають на географічних картах як хребет (єдиний в Татарстані), проте за своїм походженням це останець, тобто ландшафт, який прийняв форму хребта через тектонічні підняття, а не внаслідок ерозії навколишніх долин.

## Фауна

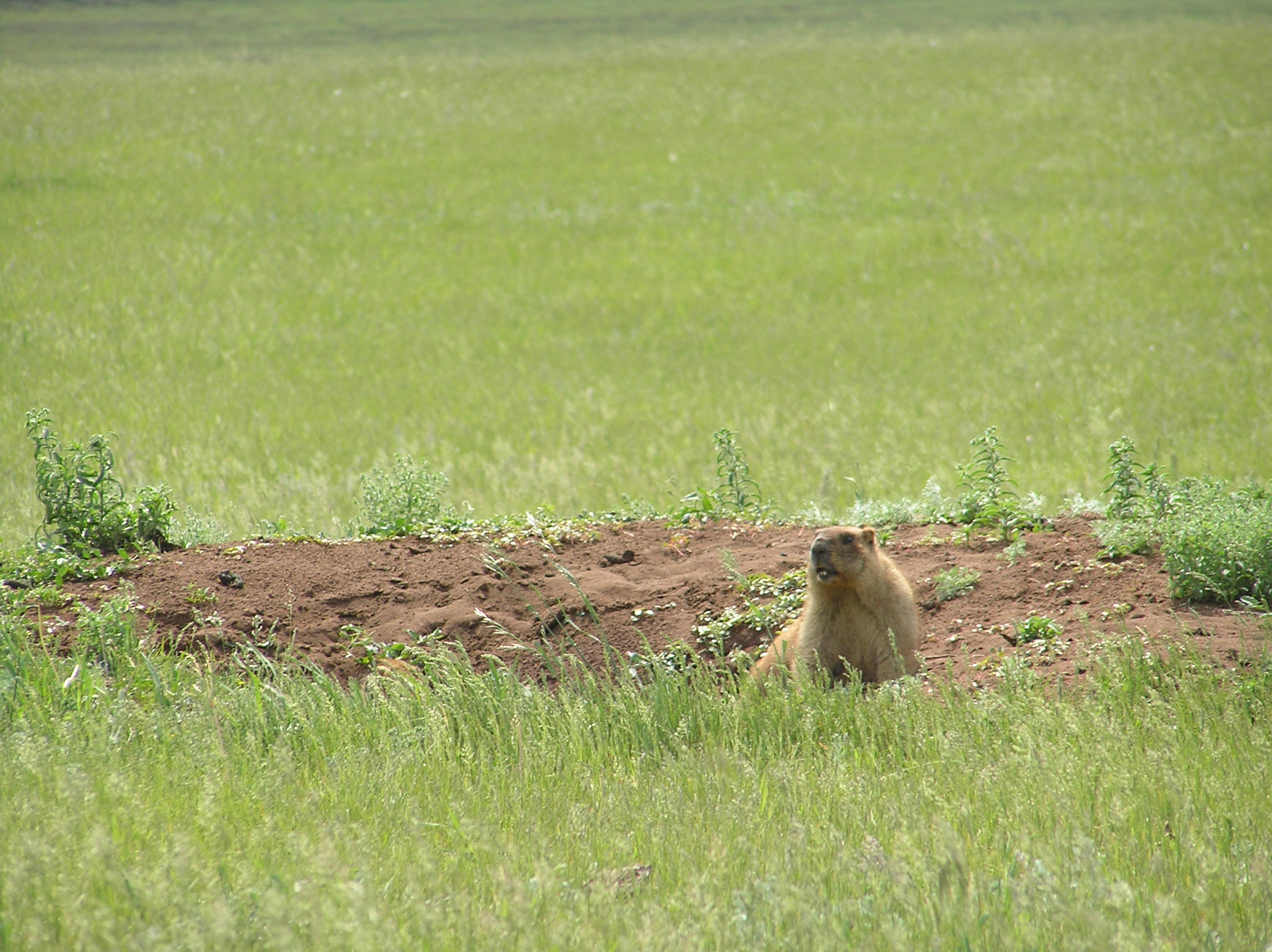
Чатир-Тау. Бабаки

Біля підніжжя схилу і в розпадках мешкає колонія звичайних (степових) сурків, а також звичайний сліпачок, хом'ячок Эверсмана, сірий хом'ячок і степова форель, у яких Чатир-Тау — північна межа ареалів.

## Історія

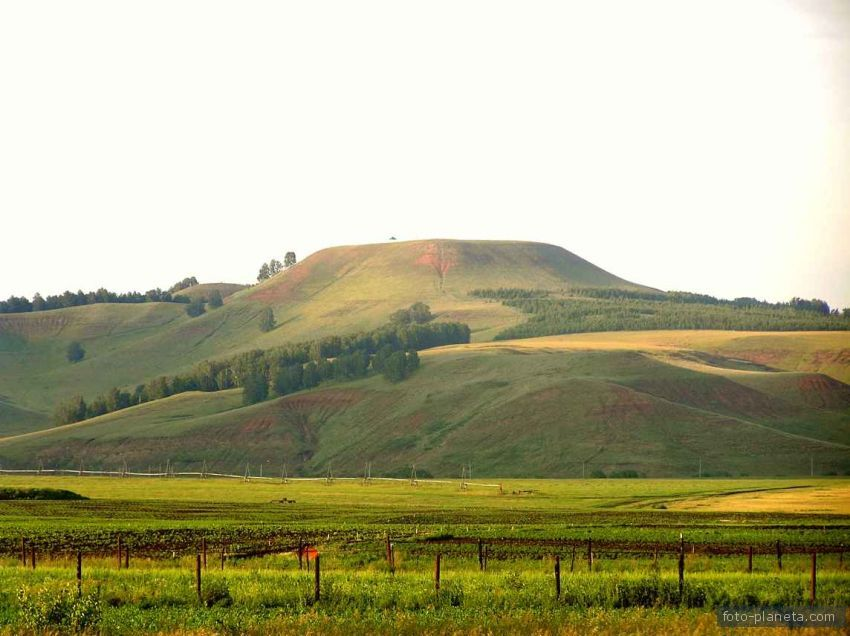
правопуч

У XVIII столітті на схилах гори видобували мідь. П. С. Паллас проїздив тут в 1772 р., писав: «Через 10 верств від Чалпи приїхали ми до села і річки Сугоят, яка між берегами, що складаються з червонуватого мулу, тече між слоями вапняного каменю. Тут живуть також Уфяне і Казанські татари і мають в селі мечеть. Дещо далі досягли ми малої Сугоят, а потім Сапей ауль, до великого Татарського села з мечеттю, що лежить при р. Вердшель, яка має свою назву від якогось Башкирця, нащадки якого там до цього часу живуть. В цій країні по ліву сторону дороги і від пом'янутого села прямо на схід видно високу шарувату гору, яка до нарочито високого Шатир-Тау підносячись піднімається…» Незважаючи на сильну грозу Паллас піднявся до вершини гори і відвідав одну із мідних копалень знаходилися в її відрогах.
Чатир-Тау є державним природним заказником комплексного значення згідно з Постановою Кабінету Міністрів Республіки Татарстан від 18 липня 2005 року N 353 "Про затвердження Положення про державний природний заказник регіонального значення комплексного профілю «Чатир-Тау».
Західні схили Чатир-Тау покриті численними відвалами штолень. В кадастр внесено 57 штолень, відзначено кілька десятків провалів і воронок невеликих шахт, і розвідувальних шурфів. На одній із ділянок, розташованій в лісовій зоні, був виявлений відкритий, але досить сильно замитий вхід у штольню.
Згідно з легендою, на цій горі стояв зі своїм військом Омелян Пугачов; існують легенди про печери на вершині гори із збереженим арсеналом зброї.
Схили Чатир -Тау користуються популярністю у парапланеристів.